# Кауто (река)
Ка́уто (исп. Río Cauto) — река на Кубе в провинциях Сантьяго-де-Куба и Гранма, самая длинная на острове. Находится в юго-восточной части острова.
Беря начало в горах Сьерра-Маэстра, течёт на запад по (alluvial swamp), впадая в залив Гуаканаябо к северу от города Мансанильо. Исток реки расположен в местечке Ла-Эстрелья в городе Пальма-Сорьяно на высоте 600 метров над уровнем моря. Устье представляет собой обширные болота (Marsh of Birama), которые являются вторыми по величине на территории Кубы и всего Карибского региона. Между заливом Гуаканаябо и заливом Нипе находится равнина Кауто-Альто Седро.
Бассейн реки включает 32 притока, среди которых Каутильо, Баямо, Гуаниникум, Контрамаэстре (южные притоки, стекающие с северного склона Сьерра-Маэстра), Саладо, Наранхо (северные притоки), Каней, Мефан, Каньяс, Яраябо, а также арройо Гуаос и Тусас. Площадь водосборного бассейна — 8928 км², что составляет 8,1 % территории страны.
При общей длине в 370 км (230 миль) река судоходна только на протяжении 110 км (70 миль) нижнего течения. По другим данным длина реки составляет 343 км, судоходной части — 100 км. На берегах реки проживает около одного миллиона человек. Они выращивают рис, табак, сахарный тростник, занимаются разведением крупного рогатого скота. Вода для питья непригодна.
В районе города Дос-Пальмас на реке была построена крупнейшая в стране дамба Хильберт-Вальдес Ройг. В трёх километрах ниже по течению от впадение реки Баямо, в местечке Кауто-Эль-Пасо, находится насосная станция мощностью 20 м³ в секунду. Вода используется для полива риса.
Использование вод реки в ирригационных целях и некоторые климатические факторы привели к засухе в регионе (affluent) и изменению природного биоразнообразия. С 1959 года правительство Кубы возглавляет проекты по сохранению флоры и фауны бассейна реки, мониторингу ситуации и соблюдению природоохранного законодательства. Отчёты 2003 года показали, что восстановление речного бассейна проходит на высоком уровне, лесной массив восстановлен в большом объёме.
В 1852 году Карлос Мануэль де Сеспедес написал посвящённую реке песню «Ода Кауто».